# Кустур
Кустур (рос. Кустур) — село у Евено-Битантайському улусі Республіки Сахи Російської Федерації.
Населення становить 766 осіб. Належить до муніципального утворення Нижнє-Битантайський наслег.

## Географія

### Клімат
| Клімат Кустура            | Клімат Кустура | Клімат Кустура | Клімат Кустура | Клімат Кустура | Клімат Кустура | Клімат Кустура | Клімат Кустура | Клімат Кустура | Клімат Кустура | Клімат Кустура | Клімат Кустура | Клімат Кустура | Клімат Кустура |
| Показник                  | Січ.           | Лют.           | Бер.           | Квіт.          | Трав.          | Черв.          | Лип.           | Серп.          | Вер.           | Жовт.          | Лист.          | Груд.          | Рік            |
| Середній максимум, °C     | −41,9          | −36,6          | −21,1          | −5,6           | 6,7            | 17,9           | 20,9           | 16,9           | 7,2            | −9,9           | −31,6          | −39,2          | −9             |
| Середня температура, °C   | −45            | −41            | −29,2          | −14,3          | 0,7            | 11,4           | 14,1           | 10,1           | 2,0            | −14,6          | −35,3          | −42,5          | −15            |
| Середній мінімум, °C      | −48,1          | −45,3          | −37,3          | −23            | −5,2           | 4,9            | 7,4            | 3,4            | −3,2           | −19,3          | −38,9          | −45,7          | −20            |
| Норма опадів, мм          | 7              | 7              | 6              | 8              | 16             | 35             | 42             | 42             | 21             | 16             | 10             | 10             | 220            |
| ------------------------- | -------------- | -------------- | -------------- | -------------- | -------------- | -------------- | -------------- | -------------- | -------------- | -------------- | -------------- | -------------- | -------------- |
| Джерело: climate-data.org |                |                |                |                |                |                |                |                |                |                |                |                |                |

## Історія
Згідно із законом від 30 листопада 2004 року органом місцевого самоврядування є Нижнє-Битантайський наслег.

## Населення
| 2002 | 2010 |
| ---- | ---- |
| 754  | ↗766 |